# Holcocera sylvestrella
Holcocera sylvestrella é uma espécie de mariposa do gênero Holcocera pertencente à família Coleophoridae.